# Heart Butte
Heart Butte é uma Região censo-designada localizada no estado americano de Montana, no Condado de Pondera.

## Demografia
Segundo o censo americano de 2000, a sua população era de 698 habitantes.

## Geografia
De acordo com o United States Census Bureau tem uma área de
11,7 km², dos quais 11,7 km² cobertos por terra e 0,0 km² cobertos por água. Heart Butte localiza-se a aproximadamente 1363 m acima do nível do mar.

## Localidades na vizinhança
O diagrama seguinte representa as localidades num raio de 36 km ao redor de Heart Butte.